# Willi Seibert
Pour les articles homonymes, voir Seibert.
Willi Seibert, ou Willy Seibert, né le 17 juin 1908 à Hanovre et mort le 30 mars 1976 à Brême, est un Standartenführer SS qui est, de mai 1941 à l'été 1942, commandant en second de l'Einsatzgruppe D sous les ordres d'Otto Ohlendorf. L'Einsatzgruppe D est responsable de l'assassinat de dizaines de milliers de Juifs en Crimée et dans le sud de l'Union soviétique, durant la période 1941-1943. En 1948, Seibert est condamné à mort lors du procès des Einsatzgruppen, mais sa peine est commuée en détention et il est libéré en 1954.

## Biographie

### Formation et entrée au RSHA
Wilhelm Julius Heinrich Seibert fréquente l'école à Hanovre puis effectue un apprentissage de tailleur de pierre, tout en assistant à des cours à l'université Gottfried-Wilhelm-Leibniz. De 1930 à 1932, il étudie l'économie à l'université de Göttingen et obtient un diplôme. Le 27 avril 1933, après la prise de pouvoir par les nazis, il rejoint le NSDAP (numéro 1.886.112). De 1932 à 1935 il sert dans la Reichswehr où il est promu lieutenant en 1935 après une formation à l'école d'infanterie de Döberitz.
En novembre 1935, il rejoint la SS comme Unterscharführer (rang de sous-officier, n° de la SS 272 375) et est affecté au département économique du service de sécurité du Reichsführer SS (SD) à Berlin. Il y atteint le grade de SS Hauptsturmführer en avril 1939. En 1939, il est nommé chef par intérim du bureau III D (économie) du bureau principal du RSHA sous la direction d'Otto Ohlendorf, qui dirige tout le bureau III. En août 1940, il est promu SS-Sturmbannführer.

### Pendant la guerre (1941-1945)
À partir de mai 1941, les effectifs des Einsatzgruppen sont rassemblés à Pretzsch en vue de l'attaque de l'Union soviétique. Avant même le début de la guerre, les Einsatzgruppen sont chargés d'assassiner les fonctionnaires soviétiques et « l'intelligentsia juive » de l'Union soviétique. Au cours des trois premiers mois, l'activité meurtrière des Einsatzgruppen s'intensifie à l'est, de sorte qu'au début d'octobre 1941, hommes, femmes, enfants et vieillards juifs sont fusillés sans distinction, ainsi que des prisonniers de guerre déplacés, des « gitans », des patients d'hôpitaux psychiatriques et des otages pris dans la population civile.
Otto Ohlendorf dirige l'Einsatzgruppe D, où Seibert, sous ses ordres, tient la même fonction que comme chef du bureau III (service de renseignement) au RSHA. L'Einsatzgruppe D est mis en place un peu après les Einsatzgruppen A et C (destinés aux groupes d'armées du Nord, du Centre et du Sud) quand il s'avère que la Roumanie participera également à la guerre contre l'Union soviétique. L'Einsatzgruppe D doit suivre la 11e armée de la Wehrmacht et les unités roumaines et hongroises en Ukraine au sud d'une ligne Czernowitz, Ananiv, Mykolaïv, Melitopol, Mariupol, Taganrog, Rostov-sur-le-Don, et la péninsule de Crimée. Après la conquête programmée du Caucase, l'Einsatzgruppe C doit prendre en charge l'ensemble de l'Ukraine tandis que l'Einsatzgruppe D se charge du Caucase.
En tant que représentant de facto d'Ohlendorf, Seibert est l'un des trois SS de l'Einsatzgruppe D qui connaît le contenu des rapports de situation envoyés au RSHA, avec le nombre exact de Juifs, de commissaires et de « fonctionnaires bolcheviques » assassinés. En l'absence d'Ohlendorf, Seibert rédige et signe seul ces rapports. Le 16 avril 1942, il fournit un rapport de situation qui contient la phrase « La Crimée est exempte de juifs » (Die Krim ist judefrei). Seibert est également chargé d'inspecter les Einsatzkommandos et les Sonderkommandos (des sous-unités de l'Einsatzgruppe D) et, selon son propre aveu, il participe à au moins deux exécutions. En juin 1942, il est transféré au RSHA à Berlin, où il retrouve son ancien poste sous les ordres d'Ohlendorf. Les membres de l'Einsatzgruppe D sont responsables de l'assassinat de dizaines de milliers de personnes dans les territoires occupés de l'Union soviétique alors que Seibert est en poste de juin 1941 à juin 1942 (90 000 victimes, selon les propos d'Ohlendorf quand il témoigne au procès de Nuremberg).

### Après la guerre
De 1945 à 1946, Seibert est dans un camp d'internement britannique. En 1947-48, il est l'un des 24 accusés du procès des Einsatzgruppen où il est défendu par l'avocat Gerhard Klinnert assisté de Heinrich Klug. Lorsque le juge Michael Musmanno (en) lui demande s'il aurait abattu ses propres parents sur ordre de son supérieur, Seibert refuse tout d'abord de répondre. Après une journée d'interruption d'audience, il déclare finalement qu'il n'aurait pu le faire car il n'aurait pu exécuter un ordre aussi inhumain. Cette déclaration met sérieusement à mal la stratégie de la défense qui s'appuie sur la notion de Befehlsnotstand (en), que l'on peut traduire par nécessité d'obéir aux ordres. Le juge Musmanno y fait par la suite directement référence dans son jugement en déclarant que même un soldat allemand n'est pas un « esclave enchaîné » mais bien un « exécutant avec son propre esprit » qui dispose d'une marge de manœuvre : les ordres inhumains ne doivent pas être exécutés ; en les exécutant, les accusés ont volontairement participé au meurtre de masse.
En 1948, Seibert est condamné à mort, mais en 1951, la peine est commuée en 15 ans d'emprisonnement par le haut-commissaire John McCloy. Seibert est libéré le 14 mai 1954. Après sa sortie de prison, il s'installe à Syke, une petite ville près de Brême, en octobre 1956 après une escale à Hanovre. Seibert est répertorié, avec 1 800 chefs d'entreprise, politiciens et hauts fonctionnaires de la République fédérale d'Allemagne dans le livre brun (Braunbuch) publié en 1965 par la RDA à des fins de propagande.